# Torlengua
Torlengua är en kommun i Spanien.   Den ligger i provinsen Provincia de Soria och regionen Kastilien och Leon, i den centrala delen av landet, 170 km nordost om huvudstaden Madrid.